# Cyclopecten greenlandicus
Cyclopecten greenlandicus är en musselart som först beskrevs av G. B. Sowerby II 1842.  Cyclopecten greenlandicus ingår i släktet Cyclopecten och familjen Propeamussidae. Inga underarter finns listade i Catalogue of Life.